# Amsterdam (album)
Amsterdam är ett album med det danska dansbandet Bounty, som utkom 2005.

## Låtförteckning
1. Vildrosens doft (Zerny Martinsson/Britt Nilsson Dansk text: Ilse & Benny Simonsen)
2. Amsterdam (Lösnitz/Bergqvist/Backström Dansk text: Ilse & Benny Simonsen)
3. Söndag og solen den danser (Jörgen Hansen)
4. Forsamlingshuset (Thomas G:son Dansk text: Ilse & Benny Simonsen)
5. Den förste gang (Carl Lösnitz-Peter Bergqvist-Hans Backström Dansk text: Ilse & Benny Simonsen)
6. Kom bliv her hos mig (Thomas G:son Dansk text: Ilse & Benny Simonsen)
7. Ingenting kan standse mig (Calle Kindbom/Git Persson Dansk text: Keld Heick)
8. Et skridt tilbage (Mats Larsson/Åsa Karlström Dansk text: Ilse & Benny Simonsen)
9. Når du ta'r din telefon (H.Backström/P.Bergqvist Dansk text: Keld Heick)
10. Mr Dee Jay (Bergqvist/Backström Dansk text: Ilse & Benny Simonsen)
11. Åh Paulina (Steve Eriksson/Keith Almgren Dansk text: Preben Bang)

## Medverkande musiker
- Ilse Simonsen - keyboard, sång
- Benny Simonsen - gitarr, sång
- Jørgen Nielsen - trummor, basgitarr, kör
- Morten Husted - gitarr
- Tommy Rasmussen - dragspel

Källa: